# Hitoshi Matsumoto
Hitoshi Matsumoto (松本 人志, Matsumoto Hitoshi, 8 de setembre de 1963), conegut habitualmen com Matchan (松ちゃん (まっちゃん)), és un director de cinema japonès i un dels còmics i presentadors de televisió més populars del Japó. És la meitat del duet de comèdia Downtown juntament amb Masatoshi Hamada. Igual que Hamada, Matsumoto va néixer i es va criar a Amagasaki, prefectura de Hyōgo.
Matsumoto ha dirigit diverses pel·lícules a partir del 2007 amb Big Man Japan, en diverses de les quals també va protagonitzar el personatge principal. Actualment presenta Documental a Amazon Prime.
Matsumoto també és el tema del meme "Screaming Japanese Man" (també conegut com "Screaming Asian Man"), originalment extret d'un segment del programa de varietats Gaki no Tsukai.

## Primers de la vida
Matsumoto va néixer a Amagasaki, Hyōgo, en una família pobra. Té una germana gran i un germà gran, Takahiro Matsumoto (松本 隆博), un guitarrista popular establert que va publicar un llibre autobiogràfic titulat "El germà gran de Matsumoto" (松本の兄, Matsumoto no Ani). Ha expressat els seus sentiments sobre créixer en una llar pobre en un poema titulat Chicken Rice (チキンライス, Chikin Raisu) que Hamada va convertir en una cançó el 2004. En el seu poema, va escriure com el riure era l'única manera de superar aquells temps. Acredita la seva pobresa per donar-li una bona imaginació i sentit del joc, ja que el va obligar a inventar els seus propis jocs per entretenir-se.
El seu manga preferit de petit era Tensai Bakabon de Fujio Akatsuka. Aspirava a convertir-se en un artista de manga.
Va assistir a l'escola elemental d'Ushio, on va conèixer Masatoshi Hamada. Es va graduar a l'Escola Tècnica d'Amagasaki el 1982. Encara que va aconseguir una feina en una impremta, per perseguir el seu somni de convertir-se en còmic, el 1982 va ser convidat per Hamada per entrar a Yoshimoto Kōgyō. Junts, es van convertir en Downtown, i van fer el seu gran debut el 1983.

## Vida personal

### Solteria
Matsumoto va romandre solter sense antecedents de matrimoni durant anys després que la seva parella de comèdia, Hamada, es va casar i va tenir fills. Va declarar que no li agradava el romanç, perquè trobava actes com compartir un llit o banyar-se amb algú més molestos i innecessaris.
El juliol de 2008 es va revelar que Matsumoto estava sortint amb la tarento Ihara Rin, de 25 anys. A la nit del 17 de maig de 2009, es va anunciar que la solteria oficial de Matsumoto havia acabat amb una cerimònia de matrimoni secret entre ell i l'esmentada Ihara. una antiga locutora meteorològica del programa de notícies japonès "ズームイン!! Super" (Zoom In!! Super) és dinou anys més jove de Matsumoto, i aparentment es va quedar embarassada de Matsumoto, la qual cosa va accelerar el matrimoni. L'anunci del matrimoni va arribar per fax de l'organització gerent de Matsumoto a diversos mitjans de comunicació, inclòs un missatge personal del mateix Matsumoto: "La meva parella deixarà la seva feina i actualment està embarassada. Com que aquest és un moment delicat, m'agradaria que això s'abordés amb la màxima suavitat possible. El millor seria fer una roda de premsa, però em fa molta vergonya, així que no ho faré."
El 6 d'octubre de 2009, Matsumoto i Ihara Rin es van convertir en pares d'una filla. En aquell moment, Matsumoto estava a Corea del Sud per a la projecció de la pel·lícula "Symbol."

### Interessos
Com a admirador de Vincent van Gogh, ha anat a Amsterdam per visitar el Museu Van Gogh. Aquests viatges van ser filmats per a The True Hitoshi Matsumoto (松本人志の本当, Matsumoto Hitoshi no Hontō), una sèrie documental especial de NHK BS. Una altra figura que respecta és el difunt humorista, Kanbi Fujiyama.
Li agrada els programes de tokusatsu i posseeix caixes de DVD de sèries com Kamen Rider i Giant Robo. Ha parodiat tokusatsu diverses vegades al seu programa anterior, Downtown no Gottsu Ee Kanji (amb personatges com el Go-Renjai, Miracle Ace). i Aho Aho Man), i en el seu debut cinematogràfic com a director, Dainipponjin.

### Salut
Ha demostrat una bona forma física a Gaki no Tsukai. Va derrotar el seu company de comèdia Hamada en una competició de salt d'alçada en superar 1,40 m al primer intent. El 1999, va superar a Hamada, Hōsei Yamasaki i tots dos membres de Cocorico en una cursa de 100 metres (va córrer tot el llarg mentre els altres quatre van córrer una quarta part del llarg cadascun en forma de cursa de relleus). Tres anys més tard, va actuar notablement millor que ells en una competició de salt de llargada.
Tot i que afirma no tenir cap interès pels esports, ocasionalment ha practicat la boxa ja que és amic de l'antic campió mundial de boxa Joichiro Tatsuyoshi. També havia estat un gran fumador, però ho va deixar el 2003.
El 28 de juny de 2010, Yoshimoto Kogyo va anunciar que Matsumoto no actuaria en cap espectacle durant dos mesos a causa d'una lesió al seu maluc esquerre, que va requerir cirurgia. Durant dos episodis, els membres del repartiment de Gaki no Tsukai restants van parlar de la seva condició, amb Matsumoto tornant a l'amfitrió el 31 d'agost de 2010. En els segments posteriors del programa que requereixen activitats físiques rigoroses, com els Jocs Batsu anuals de 24 hores de Cap d'Any dels darrers anys, està exempt i, en canvi, li donen papers ociosos o captius, a causa de la seva lesió anterior.
Durant el joc batsu de Gaki no Tsukai de 2012 en què el grup es va convertir en assistents de la companyia aèria, Matsumoto va revelar que havia patit una fractura d'estrès preparant-se per a aquest joc de batsu i, malgrat les ordres del metge, encara va participar en el joc batsu.

## Obres

### Pel·lícules
Curtmetratges
- Tōzu (頭頭) (1993)
- Sundome Kaikyō (寸止め海峡) (1995)
- Visualbum Vol. Apple – Promise (ビジュアルバム Vol. リンゴ – 約束) (1998)
- Visualbum Vol. Banana – Kindness (ビジュアルバム Vol. バナナ – 親切) (1998)
- Visualbum Vol. Grape – Relief (ビジュアルバム Vol. ブドウ – 安心) (1999)
- Sasuke (佐助) (2001)
- Zassā (ザッサー) (2006)

Llargmetratges
- Big Man Japan (2007)
- Symbol (2009)
- Saya Zamurai (2011)
- R100 (2013)
- Violence Voyager (2019), narrador

### Televisió i ràdio
- Hitori gottsu (一人ごっつ) (1996–1997)
- Densetsu no kyōshi (伝説の教師) (2000)
- Ashita ga aru sa (明日があるさ) (2001)
- Hōsō-shitsu (放送室) (Since 2001)
- Hitoshi Matsumoto no suberanai hanashi (人志松本のすべらない話) (des de 2004)
- Ippon Grand Prix (IPPONグランプリ) (des de 2009)
- Matsumoto Hitoshi no Konto (MHK) (松本一志のコント) (2010)
- Hitoshi Matsumoto Presents Documental (des de 2016)

### Llibres
- Isho (遺書) (1994) ISBN 978-4-02-256809-0
- Matsumoto (松本) (1995) ISBN 978-4-02-256898-4
- Matsumoto Hitoshi Ai (松本人志 愛) (1998) ISBN 978-4-02-257300-1
- Matsumoto Bōzu (松本坊主) (1999) ISBN 978-4-947599-62-9
- Zukan (図鑑) (2000) ISBN 978-4-02-257550-0
- Matsumoto Cinema Bōzu (松本シネマ坊主) (2002) ISBN 978-4-8222-1733-4
- Matsumoto Saiban (松本裁判) (2002) ISBN 978-4-86052-002-1
- Teihon Hitorigottsu (定本一人ごっつ) ISBN 978-4-86052-024-3
- Sukika, Kiraika – Matsumoto Hitoshi no Nigenron (好きか、嫌いか – 松本人志の二元論) (2004) ISBN 978-4-08-780401-0
- Sukika, Kiraika 2 – Matsumoto Hitoshi no Saishuu Sanban (好きか、嫌いか2 – 松本人志の最終裁判) (2005) ISBN 978-4-08-780422-5
- Cinema Bōzu 2 (シネマ坊主2) (2005) ISBN 978-4-8222-1744-0
- Cinema Bōzu 3 (シネマ坊主3) (2008) ISBN 978-4-8222-6321-8
- Matsumoto Hitoshi No Ikari Akaban (松本人志の怒り 赤版) (2008) ISBN 978-4-08-780503-1
- Matsumoto Hitoshi No Ikari Aoban (松本人志の怒り 青版) (2008) ISBN 978-4-08-780504-8